# Gelbstreifenbülbül
Der Gelbstreifenbülbül (Phyllastrephus flavostriatus, Syn.: Andropadus flavostriatus; Phyllastrephus olivaceo-griseus) ist eine Vogelart aus der Familie der Bülbüls (Pycnonotidae).
Die Art wurde mitunter als konspezifisch mit dem Goldbauchbülbül (Phyllastrephus poliocephalus) angesehen.

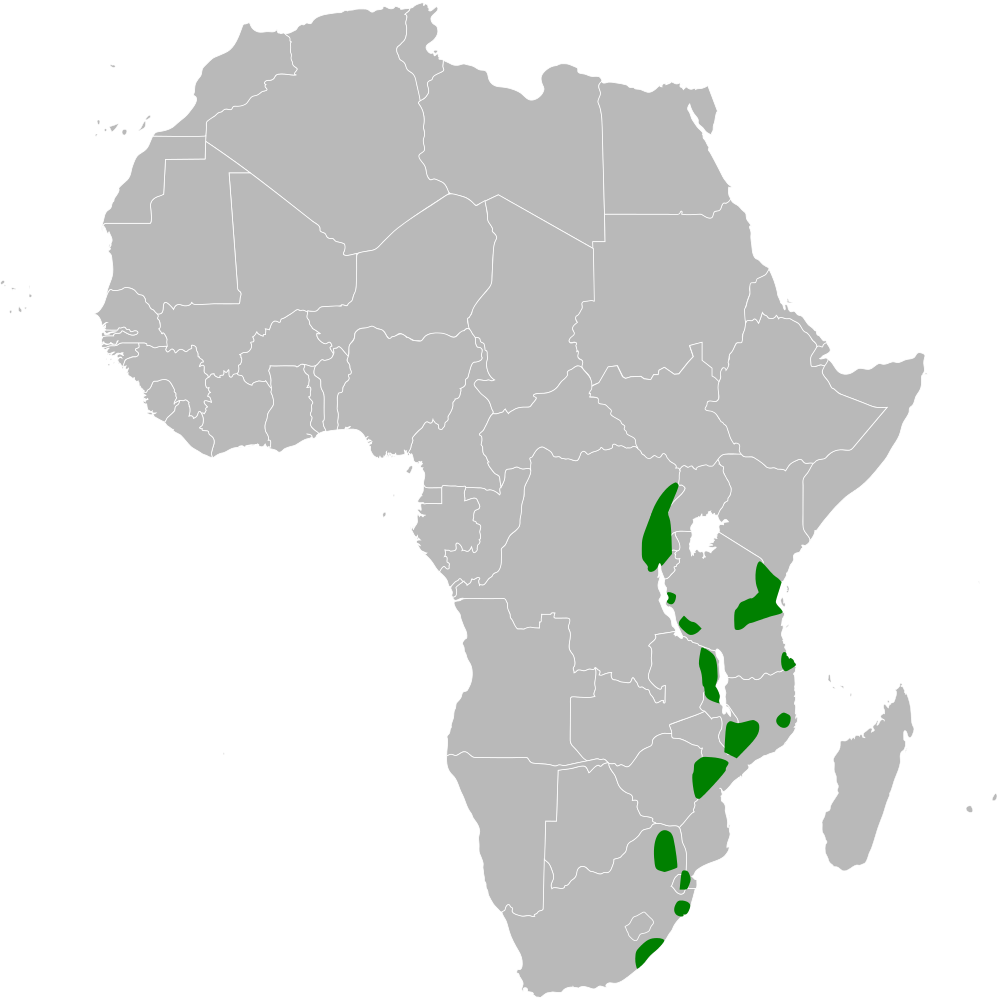
Vorkommen des Gelbstreifenbülbüls

Der Vogel kommt in Ostafrika vor in Burundi, in der Demokratischen Republik Kongo, in Kenia, Malawi, Mosambik, Ruanda, Simbabwe, Südafrika, Tansania und Uganda.
Der Lebensraum umfasst tropischen oder subtropischen Wald in verschiedenen Höhenlagen von Meereshöhe bis 3000, meist zwischen 1100 und 155 m. Höhe.
Der Artzusatz kommt von lateinisch flavus ‚gelb, goldgelb‘ und lateinisch striatus ‚gestreift‘.
Dieser Vogel ist weitgehend ein Standvogel.

## Merkmale
Die Art ist 18–21 cm groß und wiegt etwa 31 g. Das Männchen der Nominatform wiegt 31–40, das Weibchen 22–30 g, ein schlanker, blass gefärbter Bülbül mit weißlicher Unterseite, variabel blass gelb gestrichelt, ständig in mittlerer Wipfelhöhe in Bewegung. Kopf und Nacken sind bräunlich-grau, die Zügel etwas blasser, dazu ein nur angedeuteter schwärzlicher Augenstreif mit auffallendem, ziemlich breitem, unterbrochenem weißem Augenring. Die Ohrdecken sind angedeutet blasser und dunkler gestrichelt, die Oberseite einschließlich der Flügel und des Schwanzes sind oliv-braun. Die Kehle ist weiß, die Unterseite weißlich, an Brust und Flanken grau-braun überhaucht und von der Unterbrust bis zu den Unterschwanzdecken leicht blass-gelb gestrichelt, was aber nur schwer erkennbar ist. Der lange, schlanke Schnabel ist schwarz oder dunkelbraun, an der Basis des Unterschnabels blasser, die Schneidkante ist gelb, die Iris ist grau bis blau-grau, die Beine sind hellgrau oder bleifarben.
Das Männchen ist wesentlich größer, sonst unterscheiden die Geschlechter sich nicht. Jungvögel sind an der Brust etwas olivfarbenen und mittig auf der Unterseite gelblich gefärbt.
Die Unterseite ist blasser als ähnliche Bülbüls, außerdem ist der Schnabel ein Unterscheidungsmerkmal. Am besten ist die Art am Futtersuchverhalten zu erkennen, kriecht Äste empor nach Insekten suchend und dabei ständig mit einem Flügel schlagend.

## Geografische Variation
Es werden folgende Unterarten anerkannt:
- P. f. graueri Neumann, 1908, Osten und Nordosten der Demokratischen Republik Kongo, bis zum Kivusee, grüner auf dem Rücken, Bürzel und Oberschwanzdecken ingwerfarben, Flügeldecken und Ränder der Flügelfedern grünlich-rotbraun, die Unterseite weniger grau, gelbe Strichelung bis zur Brust, Bauch gelb
- P. f. olivaceogriseus Reichenow, 1908, Ruwenzori-Gebirge, Itombwe und Mount Kabobo in der Demokratischen Republik Kongo, Westuganda, Westruanda und Nordburundi, schließt P. f. itombwensis (Osten der Demokratischen Republik Kongo) and P. f. ruwenzorii (Westuganda) mit ein, ein deutlich grauer Scheitel und Rücken und hellgrüne Flügel, Oberseite hat mehr oliv-grün
- P. f. kungwensis Moreau, 1941, Westtansania, dunkler, Scheitel etwas dunkler grau, Bauch und Unterschwanzdecken blasser gelb
- P. f. uzungwensis Jensen & Stuart, 1982, Udzungwa-Berge Osttansania, Bauch ganz und auffallend gelb
- P. f. tenuirostris G. A. Fischer & Reichenow|Reichenow, 1884, Südostkenia, Osttansania und Nordostmosambik, olivgraue Scheitel und braunere Flügel, Unterseite blass gelb mit oliv-grünen Flanken, Unterschwanzdecken bräunlich-gelb
- P. f. vincenti C. H. B. Grant & Mackworth-Praed, 1940, Südostmalawi und Westmosambik, blasser gefärbt, Kehle schmutzig weiß, Unterseite grauer, nur schmale und mattere gelbe Strichelung
- P. f. flavostriatus (R. B. Sharpe|Sharpe, 1876), Nominatform – Ostsimbabwe, Südmosambik und Ostsüdafrika, schließt P. f. dendrophilus (Ostsimbabwe), P. f. distans (Osten des Ostkaps) and P. f. dryobates (Gorongosa-Berg in Mosambik) mit ein.

„Birds of the World“ führt zusätzlich den Sharpebülbül (Phyllastrephus alfredi) noch als Unterart Phyllastrephus flavostriatus alfredi.

## Stimme
Die Rufe werden als Folge lauter, einzelner, abfallender und etwas schneller werdender Laute „tchwik tchwerk tchk tchee tchow tchow tchichick -tcherk tchikikik“ oder gleichbleibendes „chip cher cher choy chewy tu-tu-tu“, auch als fröhliches „klip klip-ip-ip, klip-ip-ip, weet-weet-weet-weaat“, scharfes „kleet-kleet keeeat“ und trockenes „tri-ri-ri-ri“ beschrieben. Merksatz für den Ruf:„do you hear, do you hear, I’m here, here, here, here“. Der Kontaktruf ist ein nasales „tyer-tyer“ oder „chow“.

## Lebensweise
Die Nahrung besteht hauptsächlich aus Gliederfüßern einschließlich Heuschrecken, Käfern, Raupen, Schnecken und Spinnentieren, auch mitunter aus kleinen Früchten. Die Art tritt bevorzugt in Gruppen von 5 bis 6 Vögeln auf, auch einzeln, gerne in gemischten Jagdgemeinschaften, sucht auf allen Bewuchshöhen, aber üblicherweise in mindestens 4 m Höhe lärmig und auffallend nach Nahrung und schlägt dabei gerne mit einem Flügel.
Die Brutzeit liegt zwischen Februar und Oktober im Kongobecken, im Juli, November und Januar in Uganda, im August und zwischen Oktober und Januar in Tansania, zwischen August und Januar in Sambia und zwischen September und Januar in Malawi, zwischen September und November in Mosambik, zwischen Oktober und Januar in Simbabwe und zwischen Oktober und März in Südafrika. Die Art ist monogam, ortsständig und baut einzeln stehende, gut versteckte Nester in einer Astgabel eines kleinen Baumes 1–2 m über dem Erdboden. Das Gelege besteht aus 2, seltener 3 Eiern, die vom Weibchen ausgebrütet werden.

## Gefährdungssituation
Der Bestand gilt als „nicht gefährdet“ (Least Concern).